# Myllocentrum stigmosum
Myllocentrum stigmosum är en insektsart som först beskrevs av Ferdinand Karsch 1896.  
Myllocentrum stigmosum ingår i släktet Myllocentrum och familjen vårtbitare. Inga underarter finns listade i Catalogue of Life.